# Júlia Farkas
Júlia Ágnes Farkas (* 1. August 2004 in Sárvár, Ungarn) ist eine ungarische Handballspielerin, die für den ungarischen Erstligisten Moyra-Budaörs Handball aufläuft.

## Karriere

### Im Verein
Farkas begann das Handballspielen in der Ortschaft Ikervár. Später wechselte sie in den Jugendbereich des Vereins Győri ETO KC. Die Rückraumspielerin wurde erstmals am 8. September 2021 in der Erstligamannschaft von Győri ETO KC eingesetzt. In der Saison 2021/22 steuerte sie drei Treffer in sechs Erstligaeinsätzen zum Gewinn der ungarischen Meisterschaft bei. In der Folgesaison, in der Győri ETO KC die ungarische Meisterschaft verteidigte, wirkte Farkas in 19 Partien mit, in denen sie 21 Tore warf. Weiterhin gewann sie in der Spielzeit 2023/24 die EHF Champions League. In der Spielzeit 2024/25 läuft sie auf Leihbasis für den ungarischen Erstligisten Moyra-Budaörs Handball auf.

### In Auswahlmannschaften
Farkas errang mit der ungarischen Jugendnationalmannschaft den Titel bei der U-17-Europameisterschaft 2021, bei der sie zum MVP gewählt wurde. Im folgenden Jahr errang sie mit der ungarischen Jugendauswahl die Bronzemedaille bei der U-18-Weltmeisterschaft. Anschließend rückte Farkas in den Kader der ungarischen Juniorinnennationalmannschaft auf, mit der sie 2023 den Titel bei der U-19-Europameisterschaft gewann. Im darauffolgenden Jahr errang sie die Silbermedaille bei der U-20-Weltmeisterschaft.